# Izhod v sili
Znak »izhod v sili« na objektu je poseben izhod za nujne primere, kot so ogenj: kombinirana uporaba rednih in posebnih izhodov omogoča hitrejšo evakuacijo, medtem prav tako ponuja tudi alternativni izhod, če je pot do rednega izhoda onemogočena zaradi požara… Izhod v sili je na strateško-lociranem mestu objekta (npr. na stopnišču, hodniku ali drugem primernem kraju), kjer se vrata odpirajo navzven s potiskom droga navzdol in označena z znaki »izhod v sili«, ki vodijo do izhoda. Samo ime izhod v sili je referenca čemu so vrata namenjena, kakorkoli so lahko požarni izhod glavna vrata z obojestranskim vstopom. Požarne stopnice so posebna vrsta zasilnega izhoda, ki so pritrjene na zunanji strani stavbe.

## Zgodovina
Po nesrečnem dogodku v Victoria Hall-u v Sunderlandu v Angliji leta 1883, v katerem je zaradi zapahnjenih vrat na dnu stopnišča umrlo več kot 180 otrok, je britanska vlada začela s pravnimi ukrepi za uveljavljanje minimalnih standardov za varnost objektov. To je počasi pripeljalo do pravnih zahtev, da morajo imeti objekti minimalno število zasilnih izhodov z načinom odpiranjem navzven kot tudi ključavnice, ki se lahko odklenejo z notranje strani. Vendar pa ti ukrepi niso bili istočasno uveljavljeni drugod po svetu. Na primer, v Združenih državah Amerike, je leta 1911 v požaru zaradi zaprtih izhodov v tovarni Triangle Shirtwaist umrlo 146 tovarniških delavcev ter 492 ljudi zaradi požara v nočnem klubu Cocoanut Grove v Bostonu leta 1942. To je privedlo do predpisov, ki zahtevajo, da se izhodi iz velikih stavb odpirajo navzven in da ima stavba glede na lastno kapaciteto na voljo dovolj zasilnih izhodov. Podobne nesreče po vsem svetu so povzročile bes javnosti in posledično zahteve po spremembi varnostnih predpisov ter uveljavitev le-teh. Preiskava se je začela z argentinsko zvezno vlado, ko je zaradi požara leta 2004 v nočnem klubu República Cromañón v Buenos Airesu v Argentini umrlo 194 ljudi. Lastniki nočnega kluba so zaklenili zasilne izhode, misleč, da bi s tem preprečili tihotapljenje ljudi oziroma vstop brez plačila.

## Gradbeni predpisi
Lokalni gradbeni predpisi pogosto narekujejo število požarnih izhodov, ki so potrebni za izgradnjo določene velikosti objekta. Le-ti lahko vključujejo tudi navedbo števila stopnišč. Za vsako stavbo, ki je večja od zasebne hiše, novodobni predpisi navajajo vedno vsaj dva niza stopnic. Poleg tega morajo biti te stopnice popolnoma ločene drug od drugega. Nekateri arhitekti izpolnijo to stanovanjsko zahtevo o dveh ločenih stopniščih v konfiguraciji "dvojne vijačnice", kjer se dvoje stopnišč prepletajo na isti površini. To je brez funkcionalnega smisla, da sta dvoje stopnišč tako blizu, vendar izpolnjuje zahteve gradbenih predpisov.
Poznavanje lokacije zasilnih izhodov v zgradbah vam lahko reši življenje. Nekatere zgradbe, kot so šole, imajo požarne vaje in vaje evakuacije z namenom vaditi uporabo zasilnih izhodov. Veliko nesreč bi bilo mogoče preprečiti, če bi ljudje poznali zasilne izhode oziroma izhode v sili, in če zasilni izhodi ni bi bili blokiran. Na primer, 11. septembra 2001 je bil napaden Svetovni trgovinski center in poti do nekaterih izhodov v sili v stavbi so bila nedostopna, medtem ko so druga bila zaklenjena. V nesreči v nočnem klubu v Stardustu in v požaru leta 2006 v moskovski bolnišnici so bili zasilni izhodi zaklenjeni ter večina oken zaprta. V primeru požara v nočnem klubu Station so bili prostori v noči požara prepolni glede kapacitetne zmogljivosti, glavni izhod ni bil dobro zasnovan (tik pred vhodnimi vrati, betonska dovozna pot deljena na 90 stopinj ter ograja je potekala po robu), ter vrata za izhod v sili so se odpirala navznoter in ne navzven, kakor zahtevajo predpisi. V mnogih državah je potrebno, da vsi novi poslovni objekti vključujejo dobro označene zasilne izhode. Starejše stavbe je potrebno dodatno opremiti s požarnimi stopnicami. V državah, kjer zasilni izhodi niso urejeni po predpisih, lahko požari pogosto povzročijo veliko večjo izgubo življenj.

## Simbolizacija
Angleški predpisi o zdravju in varnosti iz leta 1996 (Varnostni znaki in signali) opredeljujo zasilno varnosti znak kot svetlobni znak ali zvočni signal, ki zagotavlja informacije o evakuacijskih poteh in zasilnih izhodih. Dobro zasnovani znaki za izhod v sili so neizogibno potrebni za samo efektivnost le-teh.
V mnogih državah na osvetljenem znaku za izhod v sili z zelenimi ali rdečimi črkami na veliko piše beseda "EXIT", vendar znani slikovni simbol "tekajočega zelenega človeka" in ga leta 2003 uvedli s standardom ISO 7010 ter je univerzalen v Evropski uniji, v Kanadi pa standardiziran od leta 2010 in vse bolj pogosto drugod.

## Težave z izhodi v sili
Gasilci so navajali, da so ljudem govorili naj v primeru požara ne uporabljajo zasilnih izhodov. Praksa je dejansko precej pogosta tudi v odsotnosti požarov. Nekateri nebotičniki imajo stopnišča s standardiziranimi znakom »izhod v sili« na vsakih vratih, ki se nato zablokirajo ob zapiranju. Uporabniki tega stopnišča so ujeti, vedoč ali ne, da so edina vrata, ki se odprejo od znotraj v pritličju.
Naslednji zelo pogost problem v ZDA (2005) je, da prodajalne na drobno ponoči zaprejo enega izmed glavnih vhodov/ izhodov s provizorično oviro iz težkih kovin, signalizacijo, pisnim opozorilom ali nastavijo kramo pred izhodom. Nekateri dejansko zaklenejo svoje izhode. Velik nabor signalizacije in mehanskih izstopnih sistemov je bilo tudi načrtovanih, vključno s signalizacijo, ki pravi protislovno "To ni izhod", "Ne uporabljajte tega izhoda," ali opozorilo uporabnikom s sankcioniranjem, je treba oceniti za ne-nujne primere uporabe. Nekateri sistemi ne omogočajo izhoda, dokler uporabnik ne javi namero za odhod (s pomočjo gumba ali ročice), ki ga aktivira za nekaj časa, na primer 20 sekund. Prav tako je skupno tem izhodom, da ostanejo popolnoma zaklenjena, dokler jih nekdo ne testira.

## Na letalih
V terminologiji letalstva, "izhod" predstavlja ena izmed glavnih vrat (na levi strani letala so vhodna vrata, na desni strani storitveni vhodi) in "izhod v sili", ki je opredeljen kot vrata, ki se uporabljajo le v sili (kot so na primer izhodi nad krili in trajno oboroženi izhodi). Potniki, ki sedijo na izhodnih vrstah so lahko pozvani, da pomagajo in odprejo izhode v primeru izrednih razmer. Število in vrsta izhodov na letalu, ki je urejena s strogimi pravili v industriji, je odvisna od podatkov ali je letalo eno ali dvo- prehodno; od potniške kapacitete oziroma zmogljivosti in od največje razdalje od sedeža do izhoda. Cilj teh predpisov je omogočiti evakuacijo v 90 sekundah posameznega letala pri načrtovani maksimalni zasedenosti potnikov in posadke tudi če je polovica razpoložljivih izhodov blokiranih. Vsako letalo, kjer je prag vrat zasilnega izhoda višji in bi bil izhod brez dodatne pomoči onemogočen, so opremljena s samodejnimi napihljivimi reševalnimi drčami, ki omogoča potnikom, da zdrsnejo varno na tla.